# Akaniaceae
Akaniaceae Stapf é uma família de pequenas árvores da ordem Brassicales.

## Sinonímia
- Bretschneideraceae Engl. & Gilg

## Gêneros
A família Akaniaceae possui 2 gêneros reconhecidos atualmente.
- Akania
- Bretschneidera